# Oriest Kobylecki
Oriest Michaiłowicz Kobylecki ros. Орест Михайлович Кобылецкий, (ur. 13 grudnia?/25 grudnia 1849 w podolskiej guberni, zm. po kwietniu 1917) – działacz państwowy Imperium Rosyjskiego, wicegubernator siedlecki i kielecki.

## Życiorys
Oriest Michaiłowicz Kobylecki urodził się 13 grudnia?/25 grudnia 1849 roku w podolskiej guberni. Wywodził się z prawosławnej szlachty dziedzicznej.

### W guberni besarabskiej i Odessie
Podstawową edukację odebrał w Benderach. Tam też 1 maja 1866 roku rozpoczęła się jego kariera urzędnicza, od pracy w kancelarii powiatowego prokuratora. Zatwierdzony jako urzędnik kancelaryjny 30 maja, 23 lipca przeniósł się do miejscowego szpitala wojskowego, gdzie zajął stanowisko buchaltera (zatwierdzony 8 października). Po dwóch latach służył już w odeskiej policji, jako nadzorca (od 21 maja 1868 roku). Od 18 października następnego roku na stanowisku referenta wydziału karnego, do guberni besarabskiej powrócił na własną prośbę 26 listopada 1870 roku. Tam zaczął od przydziału w Besarabskim Zarządzie Obwodowym, po czym 27 kwietnia 1871 roku został zapisany do Kiszyniowskiego Powiatowego Zarządu Policyjnego jako referent. Od 2 sierpnia 1871 roku na czele 1 rewiru (jako pełniący obowiązki), rok później (8 sierpnia) naczelnik rewiru drugiego. W 1874 roku, 8 października, przeszedł z policji do służby celnej, gdzie został sekretarzem kancelarii naczelnika okręgu skulianskiego.

### Działalność państwowa w Chocimiu
Pomimo służby w guberni besarabskiej, a następnie w Królestwie Polskim, Oriesk Michaiłowicz pełnił szereg funkcji w Chocimiu. Dwukrotnie wybierany był na powiatowego sędziego pokoju (25 października 1875 i 28 października 1878 roku), raz na deputowanego do powiatowego ziemstwa (29 lipca 1875 roku) i raz do Dumy Miejskiej (11 lipca 1878 roku).

### W Królestwie Polskim
Od 1876 do 1902 roku w Królestwie Polskim. Przeniesiony na własną prośbę do guberni lubelskiej 16 lutego, został pomocnikiem naczelnika powiatu tomaszewskiego, zajmował się kwestiami administracyjnymi i ekonomicznymi. Rok później – 26 marca – trafił do powiatu chełmskiego, gdzie piastował analogiczne stanowisko. Swoją pierwszą rangę registratora kolegialnego (XIV ranga cywilna w tabeli rang) otrzymał 1 listopada 1878 roku, a awans na sekretarza gubernialnego (ranga XII) przyszedł 4 marca 1880 roku. Pod koniec roku – 16 grudnia – został przydzielony bezpośrednio pod gubernatora lubelskiego, jako urzędnik do specjalnych poleceń. Służył na tym stanowisku do 1 maja 1884 roku, w tym czasie awansując dwukrotnie – 20 kwietnia 1881 roku na sekretarza kolegialnego (X ranga cywilna), zaś 3 marca 1883 roku na radcę tytularnego (IX ranga cywilna).
Następnym etapem (1884–1902) w karierze urzędniczej Kobyleckiego były funkcje naczelników powiatów: początkowo biłgorajskiego, od 4 lutego 1889 do 11 października 1893 roku lubartowskiego, skąd na własną prośbę przeszedł do powiatu sandomierskiego. Serię tę zakończył w powiecie opoczyńskim, dokąd przeniesiono go 10 listopada 1897 roku. W tym czasie awansował trzykrotnie w tabeli rang: 9 stycznia 1888 roku został radcą nadwornym (VIII ranga cywilna), 14 października 1891 roku radcą kolegialnym (ranga VI), zaś 15 listopada 1895 roku radcą stanu (V ranga cywilna). W czasie służby w Lubartowie zaangażował się w budowę cerkwi św. Aleksandra Newskiego. Wstąpił też do Bractwa św. Bogurodzicy w Chełmie 25 października 1893 roku. Od 13 lipca 1901 roku zasiadał w komisji działającej przy warszawskim generał-gubernatorze. Miała ona na celu ustalenie zasad wyznaczania cen produktów, przeznaczonych jako zaopatrzenie dla wojska.

### Sankt Petersburg
Oriest Kobylecki powrócił do stolicy w związku z przeniesieniem na etat Ministerstwa Spraw Wewnętrznych 14 września 1902 roku. Podporządkowany naczelnikowi Sankt Petersburga, od 22 września 1902 roku był kierownikiem referatu w jego kancelarii. Po roku – 4 listopada 1903 – pełni funkcję urzędnika do specjalnych poleceń przy ministrze spraw wewnętrznych. W 1906 roku zarządzał kancelarią naczelnika stolicy i wypełniał przy nim specjalne polecenia natury sądowej. Za wyróżnienie został 2 kwietnia 1906 roku mianowany rzeczywistym radcą stanu (IV ranga cywilna).

### Wicegubernator
Mianowany wicegubernatorem siedleckim został 30 września 1906 roku, na miejsce Siergieja Wojejkowa. Urząd ten sprawował do 14 lutego 1911 roku, kiedy przejął go Aleksandr Fullon. Kobylecki przeszedł na równorzędne stanowisko w guberni kieleckiej, gdzie zajął wakat po Dmitriju Dawiele. Wypełniał je do końca istnienia urzędu.
Jako wicegubernator kielecki zasiadał w komisjach związanych z policją – od 15 maja 1913 roku w warszawskiej komisji mającej na celu reformę struktur tej służby w Królestwie Polskim. Natomiast od 28 czerwca 1915 roku kierował komisją specjalną działającą przy warszawskim ober-policmajstrze, związaną z rekwizycjami.
W wyniku zajęcia Królestwa Polskiego przez państwa centralne Kobylecki otrzymał nowe obowiązki. W okresie 20 listopada 1915–24 marca 1916 roku zajmował się kwestią uchodźców w oddalonych od frontu obszarach Imperium Rosyjskiego. 24 marcia 1916 roku został skierowany do gubernatora inflanckiego jako pomocnik. Zakończył służbę w kwietniu 1917 roku.

## Odznaczenia
Oriest Kobylecki był kawalerem następujących orderów:
Ordery Imperium Rosyjskiego
- Order Świętego Stanisława:

1. III klasa – 6 lipca 1879 roku,
2. II klasa – 26 czerwca 1888 roku,
3. I klasy – 6 grudnia 1911 roku[7].

- Order Świętej Anny:

1. III klasa – 15 maja 1883 roku,
2. II klasa – 30 sierpnia 1892 roku,
3. I klasy – 30 lipca 1915 roku[7].

- Order Świętego Włodzimierza:

1. IV klasa – 6 grudnia 1895 roku,
2. III klasa – 29 marca 1909 roku[7].

Ordery zagraniczne
- Perski order Lwa i Słońca III klasy – 24 marca 1906 roku[7].

Medale
- Srebrny Medal dla Upamiętnienia Panowania Aleksandra III(inne języki) – 26 listopada 1896 roku[7],
- Ciemnobrązowy Medal za spis powszechny 1897 roku(inne języki) – 30 stycznia 1897 roku[7].
- Medal pamiątkowy 300-lecia Domu Romanowych – 21 lutego 1913 roku[7],

Inne odznaki
- Znak Bractwa św. Bogurodzicy w Chełmie II kategorii – 25 października 1893 roku[7],
- Złoty znak pamięci w 200-lecie Sankt Petersburga – 1903 rok[7],
- Znak z okazji 50-lecia uregulowania kwestii chłopskiej w Królestwie Polskim – 13 marca 1914 roku[7].

Oprócz tego otrzymywał też cenne pamiątkowe podarki. W 1901 roku minister dworu carskiego przyznał mu nagrodę za organizację ochrony Mikołaja II i cesarzowej Aleksandry podczas ich pobytów w Spale. Dostał też brylantowy pierścień (6 grudnia 1903 roku) oraz złotą tabakierkę z brylantami (8 lutego 1906 roku), oba przedmioty z podobiznami cesarza.
W trakcie swojej służby był również nagradzany dodatkowymi świadczeniami finansowymi. Pierwszy dodatek, w wysokości 110 rubli, otrzymał w 1875 roku. Przysługiwał mu również dodatek piętnastoprocentowy za pięcioletni staż służby w Królestwie Polskim: pierwszy przyznany 23 lipca 1887 roku, drugi, za służbę dziesięcioletnią otrzymał 1 sierpnia 1891 roku oraz 9 grudnia 1906 roku. Do tego 28 grudnia 1912 roku przydzielono mu coroczny dodatek w wysokości 1500 rubli, jako wynagrodzenie za służbę na tymże terenie.
Minister oświaty ludowej trzykrotnie wyrażał wdzięczność za jego wkład w szerzenie edukacji podstawowej: 30 września 1886 roku, 12 sierpnia 1896 roku oraz 28 sierpnia 1900 roku.

## Rodzina
Syn Michaiła Kobylickiego i Marii Maksimowny. Miał młodsze rodzeństwo: braci Wiaczesława (urodzonego w 1856 roku) i Walerija (1858) – obaj pracujący jako urzędnicy – oraz siostrę Marię (1859).
Oriest Michaiłowicz Kobylecki był dwukrotnie żonaty. Pierwszy raz związek małżeński zawarł w 1875 roku z Aleksandrą Grigorjewną Charzewską (1857–8 października 1890). Ze związku urodziło się sześcioro dzieci: Jewgienij (7 maja 1876–9 marca 1878), Walentin (27 maja 1877–po 1917), Lidia (13 września 1879–po 1917), Natalia (27 października 1880–po 1917), Nina (14 stycznia 1883–po 1917) i Lew (19 listopada 1885–21 października 1918). Z drugą żoną, Olgą Nikołajewną Makarową, doczekał się dwóch synów: Borisa (24 lipca 1887–po 1917) i Władimira (12 lutego 1897–po 9 stycznia 1938).
Do majątku rodziny należał wart 3000 rubli dom w Chocimiu. Dodatkowo 17 września 1897 roku Olga Nikołajewna zakupiła majątek Gerlachów w powiecie sandomierskim.